# إستفان إنكز
إستفان إنكز (بالمجرية: Énekes István) مواليد 20 فبراير 1911 في بودابست - الوفاة 2 يناير 1940 في بودابست، كان ملاكم محترف مجري. سبق أن شارك في دورة الألعاب الأولمبية الصيفية سنة 1932 وحقق الميدالية الذهبية فيها.

## الميداليات
| الميدالية | المسابقة                       |
| --------- | ------------------------------ |
| ذهبية     | الألعاب الأولمبية الصيفية 1932 |

## روابط خارجية
- إستفان إنكز على موقع أوليمبيديا (الإنجليزية)